# Faith (Pop Smoke)
Faith è il secondo album in studio del rapper statunitense Pop Smoke, pubblicato il 16 luglio 2021 dalle etichette Victor Victor Worldwide e Republic Records.
Il disco presenta ospiti come Kanye West, Dua Lipa, Kid Cudi, Quavo, Pharrell Williams, Chris Brown, Pusha T, Lil Tjay e Future.
Un'edizione deluxe contenente dieci tracce aggiuntive è stata resa disponibile il 31 luglio 2021.

## Antefatti
A metà novembre 2019, viene pubblicato il videoclip del brano Double It, inedito in featuring con il rapper Fetty Luciano, componente della scena drill di Brooklyn; qualche giorno prima della morte di Pop Smoke, viene invece pubblicato l'inedito Brush Em, in featuring con Rah Swish, altro componente della scena drill di Brooklyn. Il 23 giugno 2021, Steven Victor ha annunciato che il 16 luglio dello stesso anno sarebbe uscito il secondo album postumo di Pop Smoke. Lo stesso giorno è stato anche reso disponibile attraverso il canale YouTube del rapper un trailer dell'album. Inizialmente si pensava che l'album sarebbe stato eponimo. L'11 luglio, Steven Victor ha annunciato che il disco si sarebbe intitolato Faith. Il giorno seguente è stata rivelata la copertina dell'album per mezzo di un video promozionale. La lista tracce (comprendente anche Brush Em) è stata pubblicata il 14 luglio, in quello che era considerato un modo «inusuale»; è stato rivelato attraverso un sito web interattivo che ha permesso ai fan di grattare biglietti della lotteria virtuale per scoprire i titoli dei brani. Qualche giorno dopo la pubblicazione dell'album, ne viene pubblicata la versione deluxe, contenente anche Double It.

## Accoglienza
| Recensione           | Giudizio |
| -------------------- | -------- |
| AllMusic             |          |
| Clash                | 8/10     |
| Exclaim!             | 5/10     |
| NME                  |          |
| Pitchfork            | 3,8/10   |
| Rolling Stone        |          |
| The Line of Best Fit | 9/10     |

Faith ha ricevuto recensioni perlopiù miste da parte della critica specializzata. L'aggregatore di recensioni Metacritic ha assegnato al disco un punteggio di 53 su 100, basato su nove recensioni.

## Tracce
1. Good News – 0:46 (testo: Bashar Jackson, Audrey Jackson, Andre Loblack – musica: 808Melo)
2. More Time – 2:00 (testo: Bashar Jackson, Steven Victor, Ricardo Lamarre, Nicholas Britell, Jason Avalos – musica: Rico Beats, Nicholas Britell, L3gion)
3. Tell the Vision (feat. Kanye West e Pusha T) – 3:35 (testo: Bashar Jackson, Kanye West, Terence Thornton, Steven Victor, Orlando Tucker, Ricardo Lamarre, Michael Mule, Isaac De Boni, Ross Portaro, Jahmal Gwin – musica: Kanye West, Jahlil Beats, Rico Beats, FnZ, SethInTheKitchen, Boogz)
4. Manslaughter (feat. Rick Ross e The-Dream) – 4:09 (testo: Bashar Jackson, William Roberts, Steven Victor, Justin Kim, Darrius Willrich, Luc Klein, Ryan Press – musica: Daoud, Ryan Press, Jake One, JMoney, Jess Jackson)
5. Bout a Million (feat. 42 Dugg e 21 Savage) – 3:23 (testo: Bashar Jackson, Dion Hayes, Shyaa Abraham-Joseph, Manalla Abdul-Aziz – musica: Axl Beats)
6. Brush Em (feat. Rah Swish) – 2:30 (testo: Bashar Jackson, Rahlique Wilks, Andre Loblack – musica: 808Melo, Jess Jackson, Dylan Jackson)
7. Top Shotta (con The Neptunes feat. Pusha T, Travi e Beam) – 4:19 (testo: Bashar Jackson, Pharrell Williams, Chad Hugo, Thornton, Tyshane Thompson – musica: The Neptunes)
8. 30 (feat. Bizzy Banks) – 3:48 (testo: Bashar Jackson, Majesty Moses, Steven Victor, Ricardo Lamarre – musica: Rico Beats)
9. Beat the Speaker – 1:46 (testo: Bashar Jackson, Andre Loblack, Brandon Sully – musica: 808Melo, Fritz tha Producer)
10. Coupe – 2:03 (testo: Bashar Jackson, Steven Victor, Ricardo Lamarre – musica: Rico Beats)
11. What's Crackin (feat. Takeoff) – 2:57 (testo: Bashar Jackson, Kirshnik Ball, Steven Victor, Ricardo Lamarre – musica: Rico Beats)
12. Genius (con Lil Tjay e Swae Lee) – 3:28 (testo: Bashar Jackson, Tione Merritt, Khalif Brown, Sergio Kitchens, Steven Victor, Ricardo Lamarre – musica: Rico Beats, Tay Keith)
13. Mr. Jones (feat. Future) – 3:34 (testo: Bashar Jackson, Nayvadius Wilburn, Alex Petit, Michael Hernandez, Carlos Goodwin, John Wesley Lucas – musica: CashMoneyAP, Foreign Teck, Los the Producer, JW Lucas)
14. Woo Baby (Interlude) – 0:28 (testo: Bashar Jackson)
15. Woo Baby (feat. Chris Brown) – 2:36 (testo: Bashar Jackson, Christopher Brown, Jess Jackson, Gwin, Linden Bascom – musica: Boogz, 2300)
16. Demeanor (feat. Dua Lipa) – 3:04 (testo: Bashar Jackson, Dua Lipa, Andrew DeCaro, Daniel Mizrahi, Michael Gomes – musica: Dru Decaro, Mantra, Michael Gomes, Jess Jackson, Corey Cutz)
17. Spoiled (feat. Pharrell Williams) – 1:44 (testo: Bashar Jackson, Pharrell Williams, Chad Hugo – musica: The Neptunes)
18. 8-Ball (feat. Kid Cudi) – 2:56 (testo: Bashar Jackson, Scott Mescudi, Kasseem Dean, Tyrone Johnson – musica: Swizz Beatz, Musicman Ty, Avenue Beatz)
19. Back Door (feat. Quavo e Kodak Black) – 4:03 (testo: Bashar Jackson, Quavious Marshall, Bill Kapri, Tahj Morgan, Thomas Horton, Friendlor Nomancy – musica: Tahj Money, TnTXD, Kidd Fredo)
20. Merci Beaucoup – 2:55 (testo: Bashar Jackson, Pharrell Williams, Chad Hugo – musica: The Neptunes)

Tracce bonus contenute nell'edizione deluxe
1. Questions – 2:25 (testo: Bashar Jackson, Andre Loblack – musica: 808Melo)
2. Run Down (feat. OnPointLikeOP e G Herbo) – 3:00 (testo: Bashar Jackson, Herbert Wright, Yosief Tafari – musica: Yoz)
3. Money Man (feat. Killa) – 2:15 (testo: Bashar Jackson, Rouben Dossous, Ricardo Lamarre – musica: Yamaica)
4. Defiant (feat. Dread Woo e Travi) – 3:54 (testo: Bashar Jackson, Carl Dorsmind, Dread Woo, Jahkeem Haughton, Travis Esprit – musica: Fritz tha Producer, LSP)

## Classifiche

### Classifiche settimanali
| Classifica (2021) | Posizione massima |
| ----------------- | ----------------- |
| Australia         | 4                 |
| Austria           | 4                 |
| Belgio (Fiandre)  | 2                 |
| Belgio (Vallonia) | 2                 |
| Canada            | 1                 |
| Danimarca         | 2                 |
| Finlandia         | 8                 |
| Francia           | 4                 |
| Germania          | 7                 |
| Irlanda           | 6                 |
| Islanda           | 1                 |
| Italia            | 6                 |
| Lituania          | 9                 |
| Norvegia          | 2                 |
| Nuova Zelanda     | 3                 |
| Paesi Bassi       | 2                 |
| Regno Unito       | 3                 |
| Spagna            | 20                |
| Stati Uniti       | 1                 |
| Svezia            | 3                 |
| Svizzera          | 3                 |

### Classifiche di fine anno
| Classifica (2021) | Posizione |
| ----------------- | --------- |
| Belgio (Fiandre)  | 176       |
| Danimarca         | 82        |
| Islanda           | 97        |
| Paesi Bassi       | 77        |
| Stati Uniti       | 167       |
| Svizzera          | 94        |